# Parafia św. Antoniego Padewskiego w Kosakowie

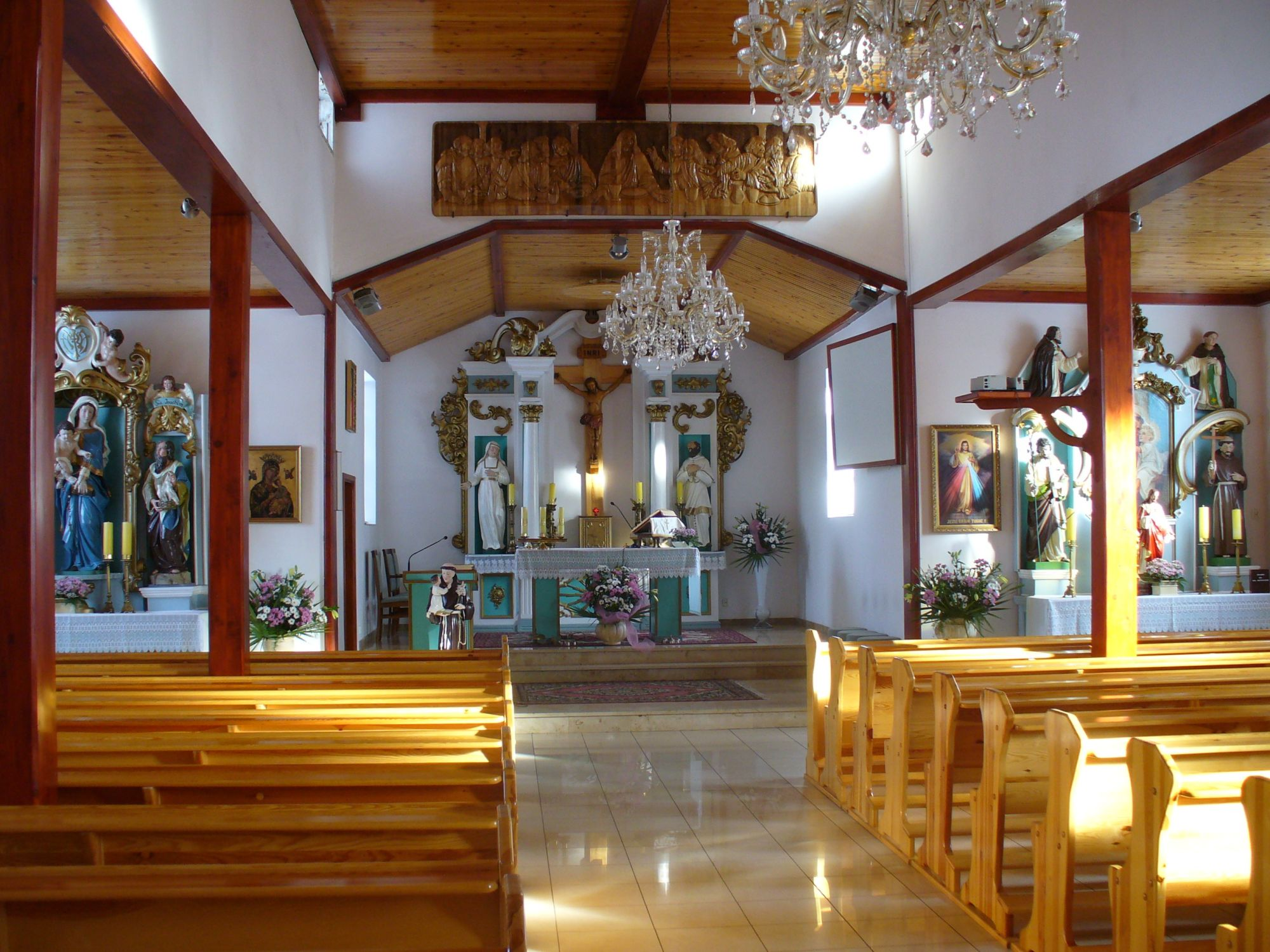
Nawa główna i prezbiterium kościoła św. Antoniego Padewskiego

Parafia św. Antoniego Padewskiego w Kosakowie – rzymskokatolicka parafia usytuowana przy ulicy Żeromskiego w Kosakowie w gminie Kosakowo. Wchodzi w skład dekanatu Gdynia Oksywie w archidiecezji gdańskiej.

## Historia
Parafia została erygowana 14 września 1915 z terenów wyłączonych z parafii macierzystej z gdyńskiego Oksywia.
W 1937 z funduszów uzyskanych ze sprzedaży ziemi kościelnej w Oksywiu, zakończono budowę wspaniałego kościoła w stylu neobarokowym o długości 48 m i szerokości 26 m, z wieżą wysoką na 65 m.
We wrześniu 1939 kościół został lekko uszkodzony pociskami artyleryjskimi. W 1940 założyciel parafii i budowniczy kościoła ks. Alojzy Kaszubowski został zamordowany w Piaśnicy przez hitlerowców. W 1941 kościół ten został przez nich rozebrany – fundamenty znajdują się obok obecnego kościółka.
W latach 1945–1946 miejscowa ludność zbudowała barak, który w 1961 tylko wewnątrz został obmurowany gazobetonem. Ołtarze w tym kościele są przechowywanymi przez parafian fragmentami rzeźb prof. Cichosza z pięciu ołtarzy zbudowanego kościoła. Oryginalne stacje drogi krzyżowej pędzla artysty plastyka Józefa Łapińskiego, przedstawiają mękę Jezusa Chrystusa na tle okrutnego cierpienia człowieka w obozie koncentracyjnym Stutthof.
- 14 września 1915 – Erygowanie i ustanowienie parafii, dekretem biskupim przez bpa Augustyna Rosentretera – Ordynariusza Chełmińskiego[2];
- 25 marca 1992 – papież Jan Paweł II wydał bullę „Totus Tuus Poloniae Populus” reorganizującą administrację kościelną w Polsce i zgodnie z tymi zmianami, parafia stała się częścią Archidiecezji Gdańskiej;
- 15 sierpnia 1999 – nastąpiła zmiana wezwania parafii na – św. Antoniego Padewskiego;
- Kościół parafialny był od 1 lipca 2009 do 19 lutego 2011 – siedzibą dekanatu, a jej proboszcz dziekanem;
- 16 czerwca 2013 – rozpoczęły się prace budowlane nowego Kościoła[3].

## Proboszczowie
- 1915–1939: ks. Alojzy Kaszubowski
  - kuratus
- 1945–1960: ks. Aleksander Rutecki
- 1960–1981: ks. kan. Franciszek Kaszubowski
- 1981–1999: ks. kan. Zygmunt Karczewski[4][5][6]
- od 15 VIII 1999: ks. kan. mgr Jan Grzelak[7]

## Obszar parafii[8]
Kosakowo – ulice: Aksamitna; Astrowa; Azaliowa; Bratkowa; Chabrowa; Chrzanowskiego; Daliowa; Dzikiej Róży; Fiołkowa; Gerberowa; Goździkowa; Hiacyntowa; Irysowa; Jaśminowa; Kaktusowa; Kalinowa; Kminkowa; Konwaliowa; Krasickiego; Krokusowa; Lawendowa; Liliowa; Maciejkowa; Makowa; Nad Stawem; Narcyzowa; Niezapominajki; Paprotkowa; Różana; Rumiankowa; Rzemieślnicza; Skalniakowa; Słonecznikowa; Stokrotkowa; Storczykowa; Szarotki; Wrzosowa; Żeromskiego; Żonkilowa,
Dębogórze – ulice: Borowikowa; Chmielna; Cytrynowa; Dyniowa; Gronowa; Grzybowa; Jagodowa; Konopna; Koperkowa; Leśna Polana; Limonkowa; Łubinowa; Miętowa; Okopowa; Oliwkowa; Owocowa; Owsiana; Piwna; Pomarańczowa; Pomorska; Poziomkowa; Roślinna; Rydzowa; Rzepakowa; Sezamowa; Słonecznikowa; Warzywna; Zielna,
Pogórze – ulice: Baczyńskiego; Baryki; Borowskiego; Derdowskiego; Dunina; Herberta; Kasprowicza; Kołłątaja; Kościuszki; Krasickiego; Miłosza; Modrzejewskiej; Poświatowskiej; Prusa; Reymonta; Różewicza; Staszica; Wiejska od nr 68; Żeromskiego